# گمینا نامیسووف
گمینا نامسووو (به لهستانی:  Gmina Namysłów) یک گمینا در لهستان است که در شهرستان نامیسووف واقع شده‌است. گمینا نامیسووف ۲۸۹٫۹۵ کیلومتر مربع مساحت و ۲۶٬۲۶۸ نفر جمعیت دارد.

## خواهرخوانده
شهر هلوتشین خواهرخواندهٔ گمینا نامیسووف هست.